# 黃輝祥
黃輝祥（1939年10月2日—），印度尼西亞華裔商人、運動員。他在1963年父親黃渭源逝世後與胞弟黃輝聰繼承丁香煙製造商針記的業務，後來先後併購電器廠、種植園、中亞銀行等資產，並以超過181億美元的總資產位居印尼富豪榜的第二位，僅次於黃輝聰。他的嗜好是打橋牌，還代表印尼參加2018年亞洲運動會的橋牌比賽，獲得一面銅牌。

## 生平
黃輝祥在1939年10月2日生於荷屬東印度中爪哇省日巴拉-南望府古突士，父親黃渭源在1951年收購「唱針」（Djarum Gramophone）丁香煙廠，把品牌的名稱改為針記。黃輝祥本人在古突士完成中、小學教育後，於1959年前往中爪哇省省會三寶壟市，入讀迪波内戈罗大学經濟學院。1963年針記煙廠被火燒燬，黃渭源也在不久後逝世，因此黃輝祥不得不返回古突士繼承家業。
黃輝祥和胞弟黃輝聰擴大了針記煙廠的規模，除了推出新產品，還在1972年首次把自家產品輸出國外，令針記成為印尼主要的丁香煙品牌之一——截至2012年，針記丁香煙在印尼的市場佔有率達到19%。在擴展丁香煙業務的同時，兩兄弟也開始涉足棕櫚油提煉、造紙、發射塔經營等領域，並於1975年創辦電器品牌寶創。
在銀行業，黃氏兄弟成立了阿拉爾卡投資公司（Alaerka Investment），然後和美國投資公司法拉隆資本（Farallon Capital）合組財團，在2002年以較低的出價擊敗其他競投者，收購印尼第三大銀行——中亞銀行51%的股權。財團剛成立的時候，針記集團只擁有少於10%的股權，不過到了2006年他們擁有的股權已經增加到92.18%。他們在2010年和瑞銀集團議妥，以3.45兆印尼盾購入中亞銀行的股權，成為中亞銀行的大股東。2016年兩兄弟參加稅收赦免計劃的時候把手中的中亞銀行股權轉移到自己在印尼註冊的另一家控股公司。本來他們還是廈嘉銀行（Haga Bank）和廈嘉吉達銀行（Bank Hagakita）的擁有人，卻在2006年把這兩家銀行賣給荷蘭合作銀行。
此外，針記集團還參與雅加達等地多個房地產項目，包括大印度尼西亞購物中心——印度尼西亞大酒店和中亞銀行大樓都是這個項目的一部分。2010年後，他們還開始插足互聯網市場，並成為網絡購物網站Blibli.com和印尼大型網上討論區Kaskus的擁有者。《福布斯》雜誌指出，截至2019年3月，黃輝祥擁有的總資產淨值達到181億美元，名列世界富豪榜第56位、印尼富豪榜第二位。自2009年起，他和排在世界富豪榜第54位的黃輝聰已經連續9年並列為印尼首富。

## 個人生活
黃輝祥在古突士居住，已婚，與妻子維多瓦蒂（Widowati）育有四名子女。
黃輝祥是一位合約橋牌選手。一次他接受訪問的時候提到「橋牌令你學會決策和冒險」 ，還說自己是在日本佔領荷屬東印度的時候經過叔父的介紹，開始接觸這門運動。他既是印度尼西亞全國橋牌聯合會的主席，也是東南亞橋牌聯合會的主席，還支持把橋牌列為亞洲運動會的比賽項目，為此他得到了世界橋牌聯盟的頒獎表揚。他在2018年亞運會代表印尼參加橋牌項目的超級混合團體賽，獲得一面銅牌，成為當時印尼年紀最大的亞運會獎牌得主。他也是當屆印尼代表團年紀最大的選手，不過其他代表團還有幾位橋牌選手比他年長。除了亞運會，他還參加過其他國外的橋牌比賽。他承認有一次比賽的時候因為喝酒的關係在決賽期間睡着了。